# Károly Sós
Pour les articles homonymes, voir Soos (homonymie).
Károly Sós ou Károly Soós, né le 5 avril 1909 à Budapest et mort le 3 août 1991 dans la ville, était un footballeur et entraîneur hongrois. 

## Biographie
Károly Sós évolua comme milieu de terrain. Il commença en Hongrie avec Vasas SC, puis avec Nemzeti SC et pour finir à Attila FC. Il ne remporta rien. En 1933, il alla jouer en France, d'abord à l'US Saint-Servan, puis à l'Olympique d'Alès, les quatre années en D2 française. Il part ensuite en Suisse (FC Berne), puis en Tchécoslovaquie (FK Banská Bystrica) et pour finir revient au pays (Gamma FC). De 1942 à 1944, il est joueur-entraîneur de cette équipe.
En tant qu'entraîneur, il entraîna des clubs hongrois et eut deux expériences en tant que sélectionneur (Hongrie (2 fois) et RDA). Il remporta en 1956 la coupe de Hongrie avec Ferencvárosi TC et la médaille de bronze aux JO 1964 avec la RDA et la médaille d'or avec la Hongrie aux JO 1968.

## Clubs

### En tant que joueur
- 1927-1929 :  Vasas SC
- 1929-1932 :  Nemzeti SC
- 1932-1933 :  Attila FC
- 1933-1935 :  US Saint-Servan
- 1935-1937 :  Olympique d'Alès
- 1937 :  FC Berne
- 1938 :  FK Banská Bystrica
- 1938-1944 :  Gamma FC

### En tant qu'entraîneur
- 1942-1947 :  Gamma FC (joueur-entraîneur puis entraîneur)
- 1947-1948 :  Szombathelyi Haladás
- 1948 :  Újpesti Torna Egylet
- 1948-1950 :  Szombathelyi Haladás
- 1950-1951 :  Salgótarjáni BTC
- 1952 :  Dorogi Tárna
- 1953-1956 :  Ferencvárosi TC
- 1957 :  Hongrie
- 1957-1960 :  Budapest Honvéd
- 1961-1967 :  Allemagne de l'Est
- 1968-1969 :  Hongrie

## Palmarès
- Coupe de Hongrie de football
  - Vainqueur en 1956
- Jeux olympiques
  - Médaille d'or en 1968 avec la Hongrie
  - Médaille de bronze en 1964 avec l'Équipe unifiée d'Allemagne (sélection est-allemande)